# Pellatispiridae
Pellatispiridae es una familia de foraminíferos bentónicos de la superfamilia Nummulitoidea, del suborden Rotaliina y del orden Rotaliida. Su rango cronoestratigráfico abarca desde el Paleoceno hasta el Eoceno.

## Clasificación
Pellatispiridae incluye a las siguientes géneros:
- Biplanispira †
- Bolkarina †
- Miscellanea †, también considerado en familia Miscellaneidae
- Pellatispira †
- Serraia †

Otros géneros considerados en Pellatispiridae son:
- Carterella †, considerado sinónimo posterior de Miscellanea
- Aberisphaera †, considerado sinónimo posterior de Miscellanea
- Akbarina †
- Heterospira, aceptado como Biplanispira
- Miscellanites †, también considerado en la familia Miscellaneidae
- Nemkovella †, también considerado en la familia Discocyclinidae y en la familia Miscellaneidae
- Ornatononion †, también considerado en la familia Miscellaneidae
- Pseudocuvillierina †, también considerado en la familia Miscellaneidae
- Vacuolispira, aceptado como Pellatispira